# Bodičasti leščur
Bodičasti leščur (znanstveno imePinna rudis) je morska školjka iz družine Pinnidae, ki je v Sloveniji zavarovana vrsta.

## Opis in biologija
Bodičasti leščur zraste od 25 do 30 cm. v dolžino in je s šilastim delom trdno zasidran v peščenem ali blatnem dnu. Živi v globini 3 do 10 metrov.